# Anna Tyrolska (1585–1618)
Anna Habsburżanka (ur. 4 października 1585 w Innsbrucku, zm. 15 grudnia 1618 w Wiedniu) – cesarzowa, królowa Czech i Węgier, córka księcia Tyrolu Ferdynanda II Habsburga i Anny Katarzyny Gonzagi, córki księcia Mantui Wilhelma I.

## Życiorys
4 grudnia 1611 w Wiedniu poślubiła króla Czech i Węgier Macieja Habsburga (24 lutego 1557 – 20 marca 1619), syna cesarza Maksymiliana II i Marii Hiszpańskiej, córki cesarza Karola V Habsburga. Małżonkowie nie mieli razem dzieci, ale tworzyli szczęśliwe małżeństwo.
W 1612 Maciej został wybrany cesarzem rzymskim, a Anna cesarzową. W 1617 razem z mężem ufundowała Kościół Kapucynów z kryptą, gdzie chciała być z mężem pochowana. Zmarła w 1618 na kilka miesięcy przed swoim mężem. Pochowana została w krypcie kościoła kapucynów, która została później rozbudowana i stała się rodową nekropolią Habsburgów.